# Kolem Flander 2024
108. ročník jednodenního cyklistického závodu Kolem Flander se konal 31. března 2024 v Belgii. Vítězem se stal Nizozemec Mathieu van der Poel z týmu Alpecin–Deceuninck, čímz vyhrál tento závod potřetí ve své kariéře. Na druhém a třetím místě se umístili Ital Luca Mozzato (Arkéa–B&B Hotels) a Němec Nils Politt (UAE Team Emirates).
Závod začal v Antverpách a skončil v Oudenaarde. Byl součástí UCI World Tour 2024 na úrovni 1.UWT a byl čtrnáctým závodem tohoto seriálu.

## Týmy
Závodu se zúčastnilo všech 18 UCI WorldTeamů a 7 UCI ProTeamů. Na startu bylo 175 závodníků, 7 z každého týmu. Do cíle dojelo 87 z nich.
UCI WorldTeamy
- Alpecin–Deceuninck
- Arkéa–B&B Hotels
- Astana Qazaqstan Team
- Cofidis
- Decathlon–AG2R La Mondiale
- EF Education–EasyPost
- Groupama–FDJ
- Ineos Grenadiers
- Intermarché–Wanty
- Lidl–Trek
- Movistar Team
- Red Bull–Bora–Hansgrohe
- Soudal–Quick-Step
- Team Bahrain Victorious
- Team dsm–firmenich PostNL
- Team Jayco–AlUla
- UAE Team Emirates
- Visma–Lease a Bike

UCI ProTeamy
- Bingoal WB
- Israel–Premier Tech
- Lotto–Dstny
- Q36.5 Pro Cycling Team
- Team Flanders–Baloise
- Tudor Pro Cycling Team
- Uno-X Mobility

## Výsledky
| Pořadí | Jezdec                     | Tým                        | Čas        |
| ------ | -------------------------- | -------------------------- | ---------- |
| 1      | Mathieu van der Poel (NED) | Alpecin–Deceuninck         | 6h 05' 17" |
| 2      | Luca Mozzato (ITA)         | Arkéa–B&B Hotels           | + 1' 02"   |
| 3      | Nils Politt (GER)          | UAE Team Emirates          | + 1' 02"   |
| 4      | Mikkel Bjerg (DEN)         | UAE Team Emirates          | + 1' 02"   |
| 5      | António Morgado (POR)      | UAE Team Emirates          | + 1' 02"   |
| 6      | Magnus Sheffield (USA)     | Ineos Grenadiers           | + 1' 02"   |
| 7      | Oliver Naesen (BEL)        | Decathlon–AG2R La Mondiale | + 1' 02"   |
| 8      | Dylan Teuns (BEL)          | Israel–Premier Tech        | + 1' 02"   |
| 9      | Alberto Bettiol (ITA)      | EF Education–EasyPost      | + 1' 02"   |
| 10     | Toms Skujiņš (LAT)         | Lidl–Trek                  | + 1' 02"   |